# Північна Демерджі
Північна Демірджі (крим. Şimaliy Demirci, від демірджі — коваль) — одна з вершин Головного пасма Кримських гір на масиві Демерджі-Яйла поблизу м. Алушта.
Безлісна вершина, що складається з двох куполоподібних піднять висотою 1359 і 1356 м. Північно-західне вище. Репер встановлено на вершині 1356 м. Північна Демерджі розташована на західному краї Демерджі-яйли, її найвища точка; за 4 км на північний схід від селища Лаванда (Алушта).
Трохи східніше вершини Північної Демерджі — безіменна вершина висотою 1289 м.

## Галерея

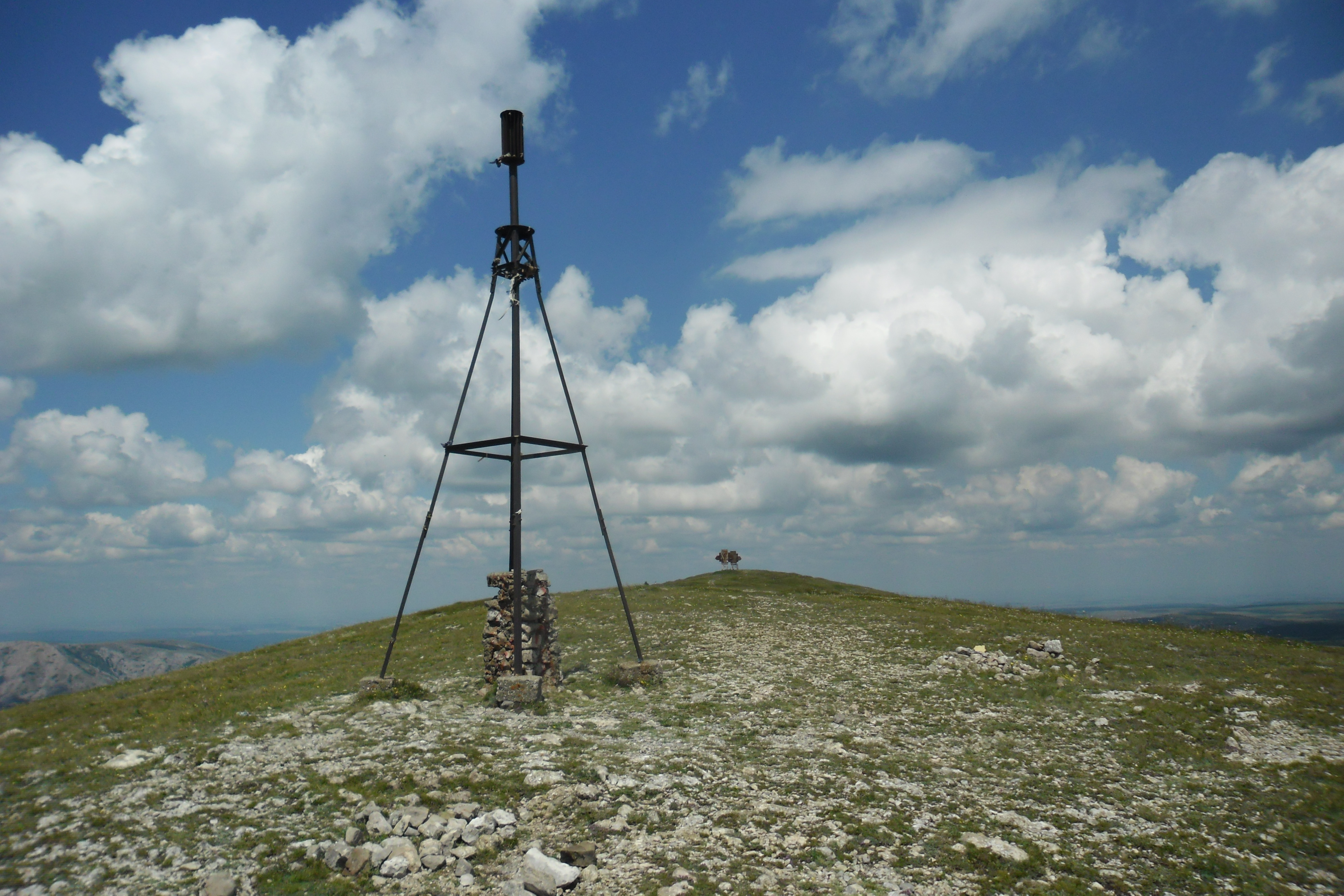
Північна Демерджі. Вершина.
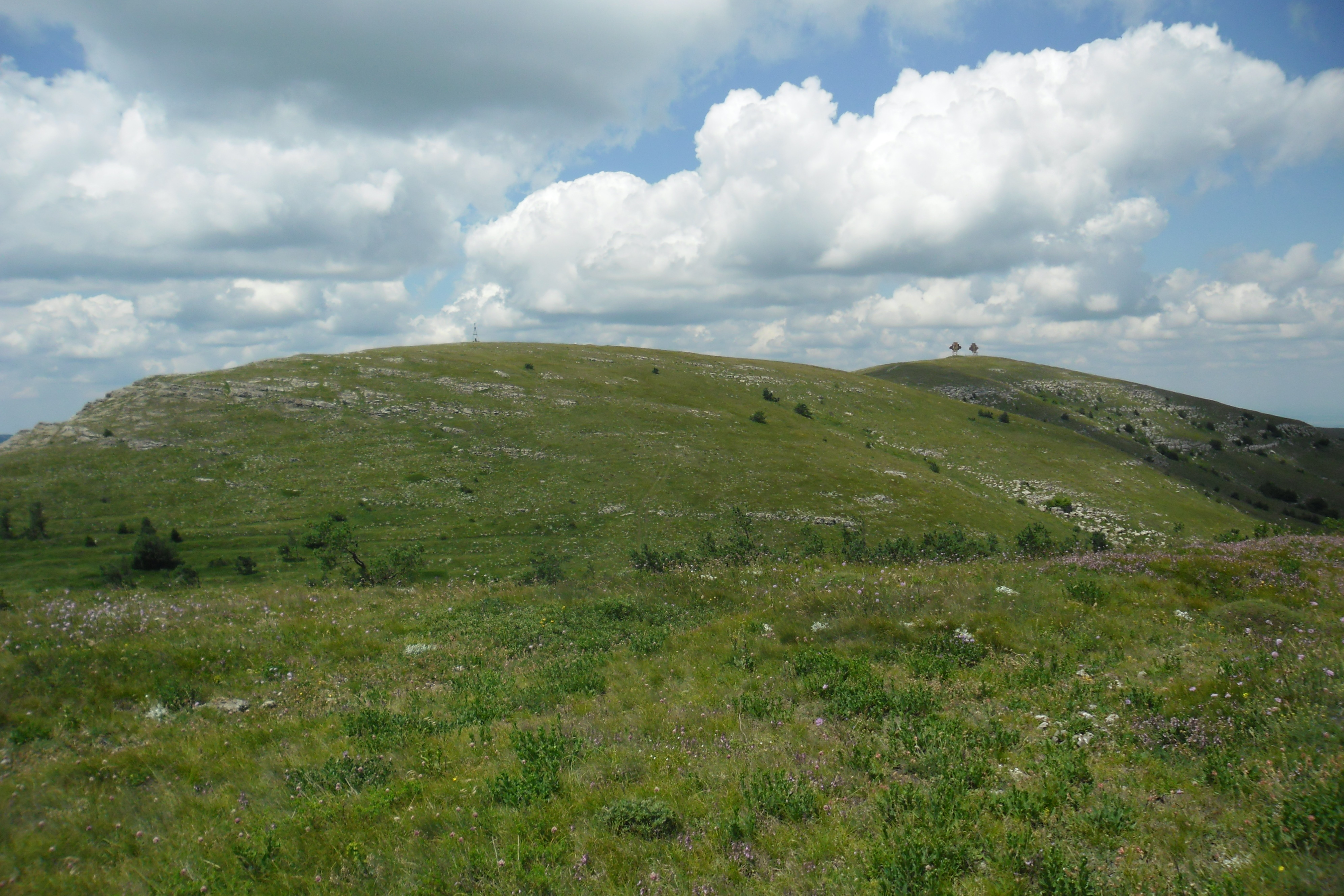
Північна Демерджі. Вид зі сходу.